# Kościół św. Stanisława w Sieluniu
Kościół świętego Stanisława – rzymskokatolicki kościół parafialny należący do dekanatu Różan diecezji łomżyńskiej.

## Historia
Jest to murowana świątynia wzniesiona w 1805 roku, która następnie została przebudowana w latach 1913-1931 (prace polegały na generalnym remoncie i powiększeniu) według projektu Stefana Szyllera. Przebudowę świątyni prowadził ówczesny proboszcz ksiądz kanonik Aleksander Brzózy, który po zakończeniu II wojny światowej powrócił do swoich parafian na zgliszcza wojenne. W ocalałej części świątyni odprawiał nabożeństwa. Odbudowę kościoła prowadził aż do swojej śmierci w dniu 15 maja 1950 roku. Jego następca ksiądz Roman Tarwacki kontynuował prace budowlane przy świątyni z ofiarną pomocą materialną i roboczą wszystkich parafian do czerwca 1963 roku.

## Architektura
Kościół jest dwunawowy (w kształcie krzyża) i posiada węższe prostokątne prezbiterium, sklepiony jest stropem łukowym, otynkowany jest wewnątrz i na zewnątrz. Więźba dachowa drewniana jest pokryta blachą ocynkowaną i miedzianą. Wejście główne znajduje się od strony frontowej - zachodniej. Budowla posiada także dwa wejścia boczne (jedno od strony południowej i jedno od strony północnej).

## Wyposażenie
Nad drzwiami frontowymi jest umieszczona wnęka, w której znajduje się mozaika Matki Boskiej Częstochowskiej. Front świątyni jest tworzony przez wieżę, w której znajdują się dwa dzwony. Nad transeptem budowli jest umieszczona wieżyczka z sygnaturką zwieńczona kopułą. Na dachu świątyni są umiejscowione trzy krzyże z żelaza.